# Rein Wolfs

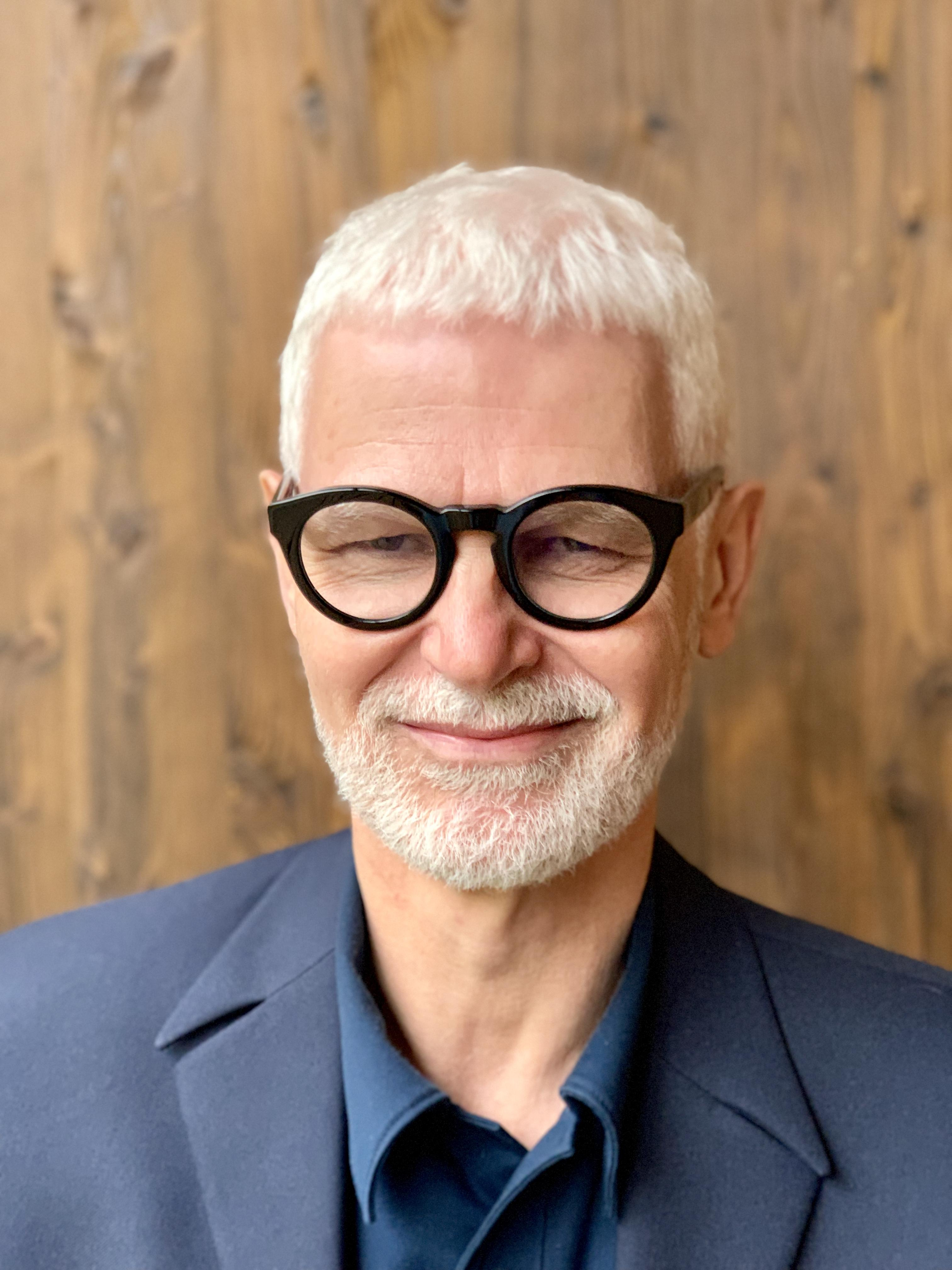
Rein Wolfs, 2019

Rein Wolfs (* 1960 in Hoorn, Niederlande) ist ein niederländischer Kunsthistoriker, Ausstellungskurator und seit 1. Dezember 2019 Direktor des Stedelijk Museums in Amsterdam. Bis Ende November 2019 war Wolfs Intendant der Kunst- und Ausstellungshalle der Bundesrepublik Deutschland (Bundeskunsthalle).

## Leben
Rein Wolfs ist der Gründungsdirektor des Migros Museums für Gegenwartskunst in Zürich, wo er von 1996 bis 2001 tätig war. Die ersten großen Ausstellungen widmete er 1996 Schweizer Künstler Ugo Rondinone sowie dem schottischen Künstler Douglas Gordon. 2002 wurde er Ausstellungsdirektor im Museum Boijmans Van Beuningen in Rotterdam und 2003 Kurator des niederländischen Pavillons auf der Biennale in Venedig.
Von 2007 bis 2012 war er künstlerischer Leiter der Kunsthalle Fridericianum in Kassel.
Nachdem eine Findungskommission einen Nachfolger für die Intendanz der Kunst- und Ausstellungshalle der Bundesrepublik Deutschland gesucht hatte, gab. Kulturstaatsminister Bernd Neumann am 17. Januar 2013 bekannt, dass Wolfs zum 1. März 2013 das Amt antreten werde. Kulturstaatsministerin Monika Grütters verlängerte 2017 seinen Vertrag bis 2023.
Unter seiner Leitung konnte die Bundeskunsthalle 2017 mit 610.000 Ausstellungs- und Veranstaltungsbesuchern eines der besucherstärksten Jahre seit ihrem Bestehen verzeichnen.
Rein Wolfs ist in verschiedenen Vorständen und Kommissionen tätig, unter anderem als Mitglied der Kunst-Ankaufskommission der Sammlung des Bundes, des Kunst- und Ausstellungsausschusses des Auswärtigen Amtes, welcher u. a. dem Bundesminister des Auswärtigen die Kuratorin/den Kurator für den deutschen Auftritt auf der nächsten Biennale in Venedig vorschlägt, des Kuratoriums der Kunststiftung NRW, des Kuratoriums Kulturfonds Frankfurt RheinMain. sowie des Programmbeirats des Gropius Bau Berlin und des Aufsichtsrats des Arp Museums Rolandseck.
Des Weiteren schreibt Wolfs Artikel für Zeitschriften, Zeitungen oder Kataloge und war als Herausgeber des Schweizer art magazine „Material“ tätig.

## Ausstellungen (Auswahl)
In der Bundeskunsthalle verantwortete Rein Wolfs zahlreiche Ausstellungen, darunter Retrospektiven zum Werk von Kasimir Malewitsch, Hanne Darboven, Katharina Sieverding und Marina Abramović, große Schauen mit John Bock und Gregor Schneider sowie eine Übersichtsausstellung des Modedesigners Karl Lagerfeld und die erste umfassende Ausstellung über Pina Bausch und das Tanztheater. 2017 realisierte das Haus unter Rein Wolfs u. a. eine große archäologische Ausstellung zu Iran, eine umfangreiche Werkschau zu Ferdinand Hodler, eine Wissenschaft und Kunst verbindenden Ausstellung zum Thema Wetter und Klima (unter Schirmherrschaft des UN-Klimasekretariats) und eine international beachtete Ausstellung zum NS-Raubkunst und dessen Folgen anhand der Bestandsaufnahme des Schwabinger Kunstfunds. Im Jahr 2020 findet in der Bundeskunsthalle unter seiner Verantwortlichkeit u. a. die große Jubiläumsausstellung zu Ludwig van Beethoven statt.
Im Migros Museum für Gegenwartskunst, Zürich, kuratierte er u. a. Ausstellungen zu John Baldessari, Ugo Rondinone, Angela Bulloch, Maurizio Cattelan, Douglas Gordon, Sylvie Fleury und Juan Munoz.
Im Museum Boijmans Van Beuningen, Rotterdam, kuratierte er u. a. Ausstellungen zu Rirkrit Tiravanija, John Bock, Fischli/Weiss, Bas Jan Ader, Erik van Lieshout und Urs Fischer.
Der von ihm kuratierte niederländische Pavillon auf der 50. Biennale in Venedig trug den Titel „We Are The World“ und zeigte Werke von Carlos Amorales, Alicia Framis, Erik van Lieshout und Meschac Gaba.

## Weblinks

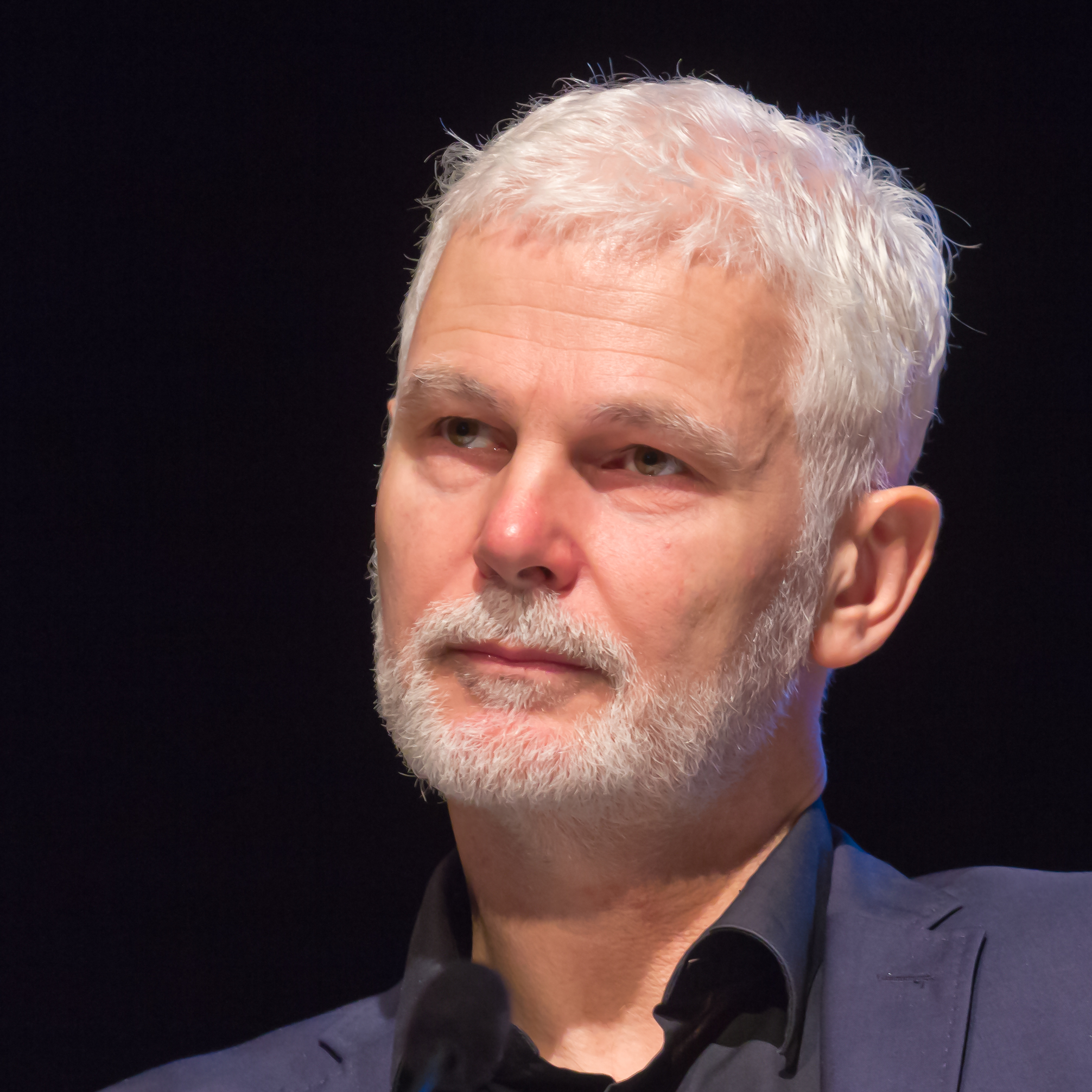
Rein Wolfs, 2014